# Smertnizy
Smertnizy (Selbstmörderinnen, russisch смертницы), Schachidki (Märtyrerinnen, russisch шахидки – von Schahid, siehe Märtyrertum im Islam) oder Schwarze Witwen (benannt nach der gleichnamigen Spinne) werden die tschetschenischen Selbstmordattentäterinnen genannt.
Nachdem es in der streng patriarchalischen tschetschenischen Gesellschaft früher undenkbar war, dass Frauen zu den Waffen greifen, wurde das erste Selbstmordattentat zweier Frauen am 7. Juni 2000 ausgeführt, als diese sich mit einer Autobombe vor einem russischen Polizeigebäude in die Luft sprengten.
Unter den Geiselnehmern im Moskauer Dubrowka-Theater im Oktober 2002 waren ebenfalls Frauen. Fatima Munajewa und Raissa Munajewa hatten durch sog. Säuberungsaktionen der russischen Truppen in Tschetschenien ihren Vater, einen jüngeren sowie zwei ältere Brüder und weitere Verwandte verloren und wurden einige Monate vor der Geiselnahme im Nordost-Theater gemeinsam mit anderen Frauen von Rebellentruppen rekrutiert und an den Waffen ausgebildet.
Teilweise wussten die jungen Frauen, die von tschetschenischen Rebellentruppen zu Attentaten geschickt wurden, nicht, was ihnen bevorstand. So wurde etwa die 15-jährige Sarema Inarkajewa am 5. Februar 2002 ahnungslos losgeschickt, eine Sporttasche vor dem russischen Polizeirevier in Grosny zu deponieren. Andere hingegen, wie die 26-jährige Sinaida Alijewa, die im Juli 2003 auf einem Rockfestival auf dem Flugplatz Moskau-Tuschino 15 Menschen mit in den Tod nahm, taten dies in vollem Bewusstsein.
Ebenfalls im Juli 2003 wurde in einem Moskauer Restaurant Sarema Musachojewa festgenommen, als sie eine Bombe zünden wollte. In der Hoffnung auf ein mildes Urteil kooperierte sie mit den Behörden, worauf mehrere ihrer Hintermänner festgenommen werden konnten. Nachdem sie dennoch zu 20 Jahren Lagerhaft verurteilt worden war, sprengte sich wenige Stunden nach der Urteilsbestätigung durch den Obersten Gerichtshof in Moskau eine weitere junge Tschetschenin in der Moskauer U-Bahn-Station Riga zusammen mit elf weiteren Personen in die Luft, wobei es außer den Todesopfern auch fünfzig Verletzte gab.
Bei den Flugzeugentführungen am 24. August 2004 waren ebenfalls zwei „schwarze Witwen“ beteiligt, die sich bei der Sicherheitskontrolle der Pässe zweier vermutlich ermordeter anderer Frauen bedienten.
Auch unter den Geiselnehmern von mehr als 1200 Erwachsenen und Kindern in einer Schule im nordossetischen Beslan im September 2004 befanden sich „schwarze Witwen“.